# Ligne d'Achères à Pontoise
La ligne d'Achères à Pontoise est une ligne de chemin de fer française à double voie électrifiée du nord-ouest de l'Île-de-France reliant Achères (Yvelines), sur l'artère Paris - Rouen - Le Havre, à Pontoise (Val-d'Oise).
Elle assure plusieurs fonctions en étant :
- une rocade fret autour de Paris de l'ouest vers le nord (Creil) ;
- une ligne de jonction, d'Achères à la bifurcation de Neuville, de la ligne A du RER et de la ligne L du Transilien vers la ligne de Cergy (branche A3) ;
- une ligne de jonction, d'Éragny à Pontoise, de la ligne venant de Paris-Saint-Lazare et se dirigeant vers Gisors (ancienne ligne directe vers Dieppe).

Elle constitue la ligne 338 000 du réseau ferré national.

## Histoire
La ligne « de Conflans, sur la ligne de Paris au Havre, à la ligne de Paris à Dieppe, par Pontoise, aux abords de la gare de cette dernière ville, avec gare fluviale à l'embouchure de l'Oise dans la Seine » est concédée à la Compagnie des chemins de fer de l'Ouest par une convention signée entre le ministre des Travaux publics et la Compagnie le 31 décembre 1875. La convention est approuvée à la même date par une loi.
Le tronçon est ouvert le 15 octobre 1877. La gare de départ, en pleine forêt de Saint-Germain, appelée jusque-là « Conflans-Étoile », change de nom et devient « Achères-Embranchement », nom qu'elle gardera jusque vers 1935-1938 avant les très importantes transformations liées à la suppression des trois passages à niveau coupant la route nationale 184 et la suppression de la gare d'origine qui accueillait aussi les trains de la Grande Ceinture.
La route passe alors sur un nouveau pont en béton placé plus en aval de la ligne du Havre et la gare est transférée en partie sur ce pont avec deux quais encadrés de quatre voies. Elle devient alors la gare d'Achères - Grand-Cormier.
La ligne gagne ensuite la gare de Conflans-Fin-d'Oise après avoir traversé la Seine sur un pont en treillis métallique. Fin 1916-début 1917, à partir d'un raccordement effectué sur une des voies de débord de la petite gare aux marchandises, une voie de desserte descend en pente assez forte jusqu'à la rive de l'Oise afin de créer un réseau sur un nouveau port militaire installé durant l'année 1916 par les soldats du 11e bataillon du 5e régiment du génie.
La gare de Conflans-Fin-d'Oise, dotée de deux quais pour les trains-navettes d'Achères à Pontoise, accueille un petit trafic de wagons de produits maraîchers à partir de son ouverture en 1877. Elle est également utilisée pour charger un peu de fret. Victime de bombardements sur les ponts de la Seine et de l'Oise en 1944, elle est complètement démolie puis rasée. Ce ne sera qu'à partir de 1982-1983 qu'une nouvelle gare sera construite, sur l'insistance de la nouvelle municipalité élue en 1977, pour accueillir d'abord les rames Z 6400 puis les MI 84, mis en service en 1985-1986 pour desservir Cergy et ses trois gares. Depuis les années 2010, des rames RER/SNCF MI 09 puis, plus récemment des Z 50 000 dites "Transilien"( Ligne "L" de Saint-Lazare à Cergy), desservent aussi la ligne de Cergy-le-Haut succédant aux Z 6400 réformées et MI 84 transférées sur la ligne B de RER. La ligne remonte ensuite sur le plateau et dessert les deux villages d'Éragny et de Neuville à la gare d'Éragny - Neuville. Puis, elle se dirige vers Pontoise en traversant Saint-Ouen-l'Aumône où une nouvelle gare est créée près de l'église. Elle vient ensuite se raccorder sur la ligne en provenance de Paris-Nord, les deux lignes traversant l'Oise sur le même pont ferroviaire durant de longues années.
Le 14 mai 1968, la ligne est mise sous tension en courant alternatif 25 kV.

## La ligne

### Tracé
La ligne se débranche de la ligne de Paris-Saint-Lazare au Havre à la bifurcation de Dieppe, en forêt de Saint-Germain-en-Laye à hauteur du triage d'Achères. La voie 1D franchit alors les quatre voies du groupe V (ligne Paris - Le Havre) et rejoint la voie 2D. Après avoir longé le triage par le nord et dépassé de nouveaux raccordements, la ligne se dirige vers le nord et dessert Achères-Ville. Elle franchit plus loin la Seine sur un viaduc long de 184 mètres et atteint la gare de Conflans-Fin-d'Oise, située à Conflans-Sainte-Honorine et donnant correspondance à la ligne de Paris-Saint-Lazare à Mantes-Station par Conflans-Sainte-Honorine. Un peu moins de deux kilomètres après cette gare, la bifurcation de Neuville donne accès à la ligne de Cergy.
Le tracé longe alors à distance la rive gauche de l'Oise, jusqu'à la gare de Saint-Ouen-l'Aumône-Quartier de l'Église, desservant au passage celle d'Éragny - Neuville. La ligne s'incurve alors vers l'ouest, franchit l'Oise par les deux nouvelles voies les plus en aval de ce pont reconstruit à trois paires de voies, et atteint immédiatement la gare de Pontoise.
Voir dans l'infobox le schéma détaillé de la ligne.

Galerie de photographies
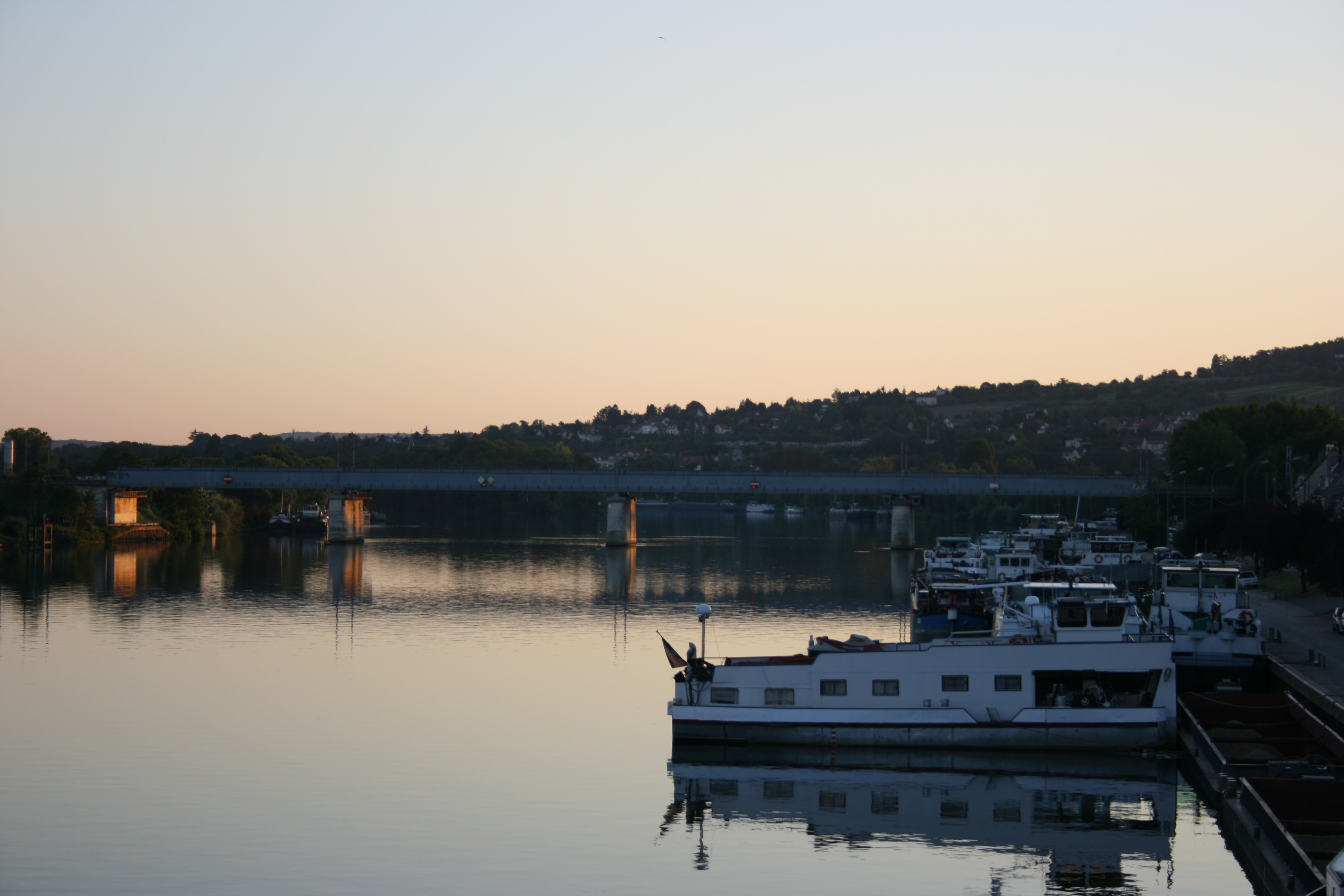
Viaduc Joly de Conflans-Sainte-Honorine, à proximité de la gare de Conflans-Fin-d'Oise, sur la Seine.
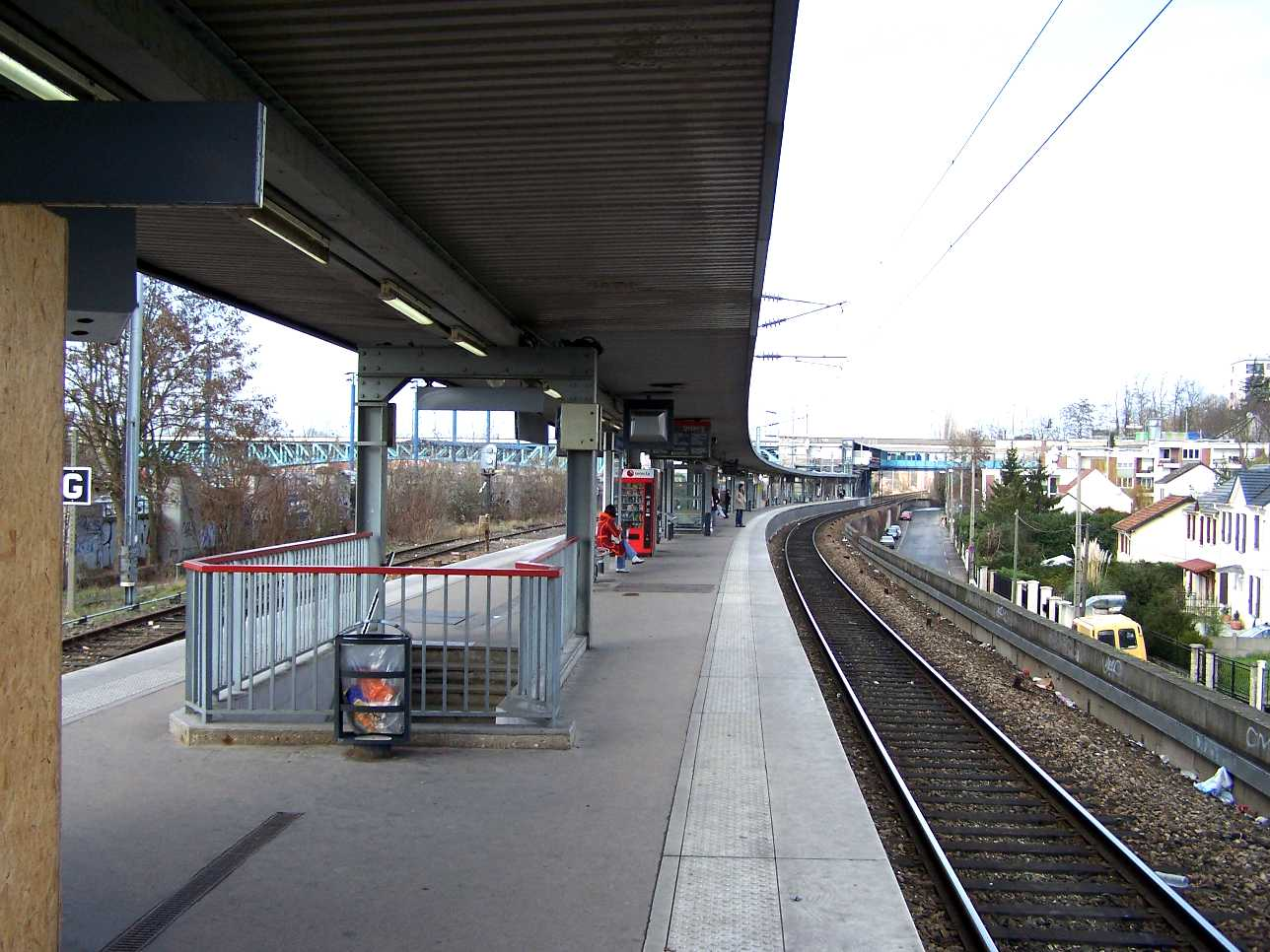
Le quai central de la gare de Conflans-Fin-d'Oise, vu en direction de Cergy. On distingue au fond le viaduc de la ligne de Paris à Mantes par Conflans, qui offre une correspondance.
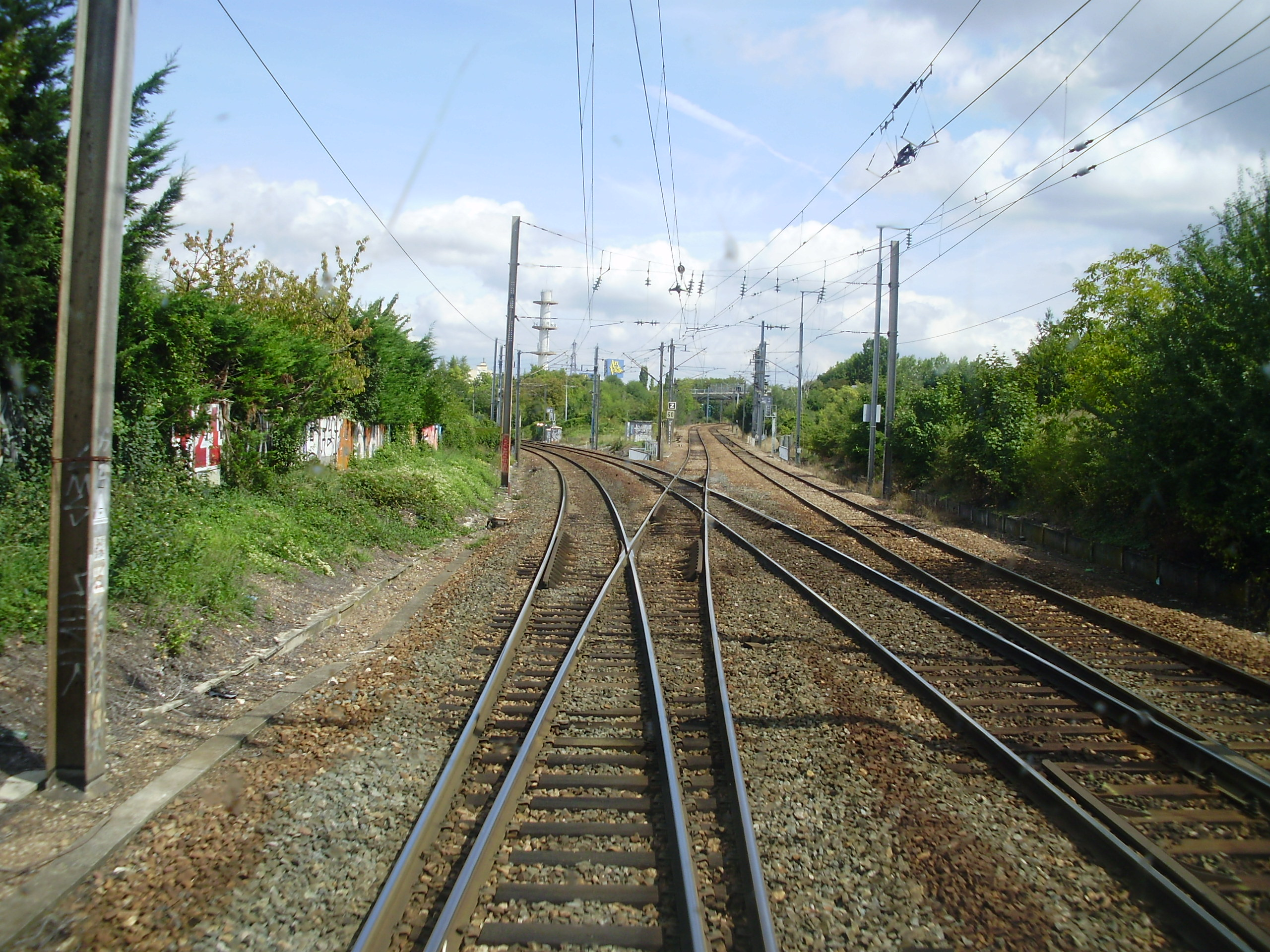
Bifurcation au nord de la gare d'Éragny - Neuville entre, à gauche, la ligne d'Achères à Pontoise et, en face, un raccordement qui permet de rejoindre la ligne de Saint-Denis à Dieppe, vue depuis la cabine de conduite d'une rame se dirigeant vers Pontoise.

### Ouvrages d’art

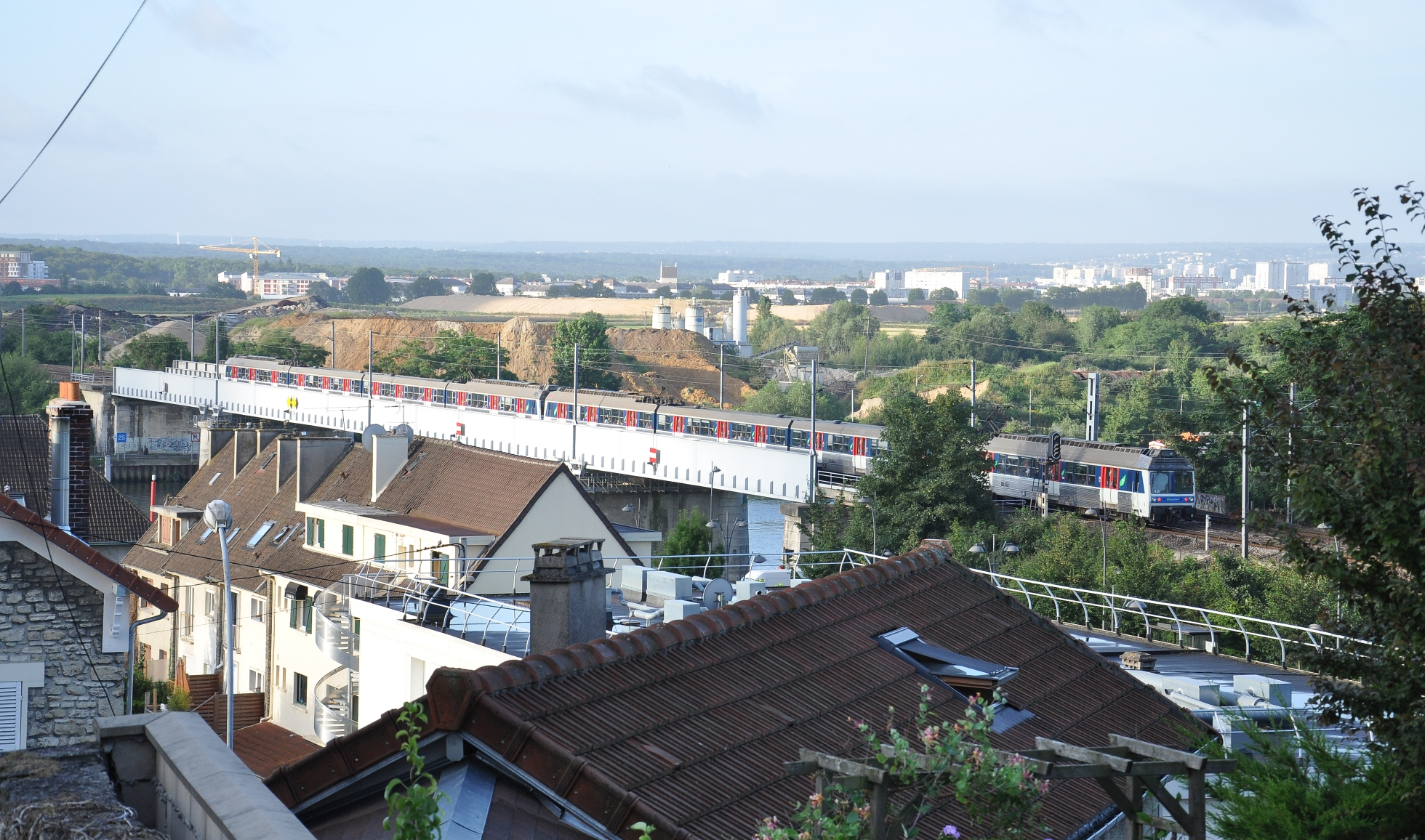
Un couplage d'automotrices Z 6400 en direction de Paris franchit le viaduc Joly sur la Seine à Conflans-Sainte-Honorine le 29 juillet 2013.

Le viaduc de Conflans, sur la Seine, long de 184 mètres, et le pont ferroviaire de Pontoise sur l'Oise, long de 62 mètres, constituent les deux principaux ouvrages d'art de la ligne.
Le pont sur l'Oise a été porté à six voies en 1998.

### Équipement
La ligne est électrifiée comme tout le réseau Saint-Lazare en 25 kV-50 Hz monophasé, équipée du block automatique lumineux (BAL), du contrôle de vitesse par balises (KVB) et d'une liaison radio sol-train sans transmission de données avec identification.

### Vitesse limite
Vitesse limite de la ligne en 2012 pour tous les types de trains en sens impair (certaines catégories de trains, comme les trains de marchandises, possèdent des limites plus faibles) :
| De                              | À        | Limite |
| ------------------------------- | -------- | ------ |
| Achères (bifurcation de Dieppe) | Pontoise | 100    |

Le raccordement d'Éragny - Neuville est limité à 60 km/h pour tous types de trains. La bifurcation CSH (de Conflans-Sainte-Honorine à Éragny - Neuville) est limitée à 80 km/h.

## Exploitation

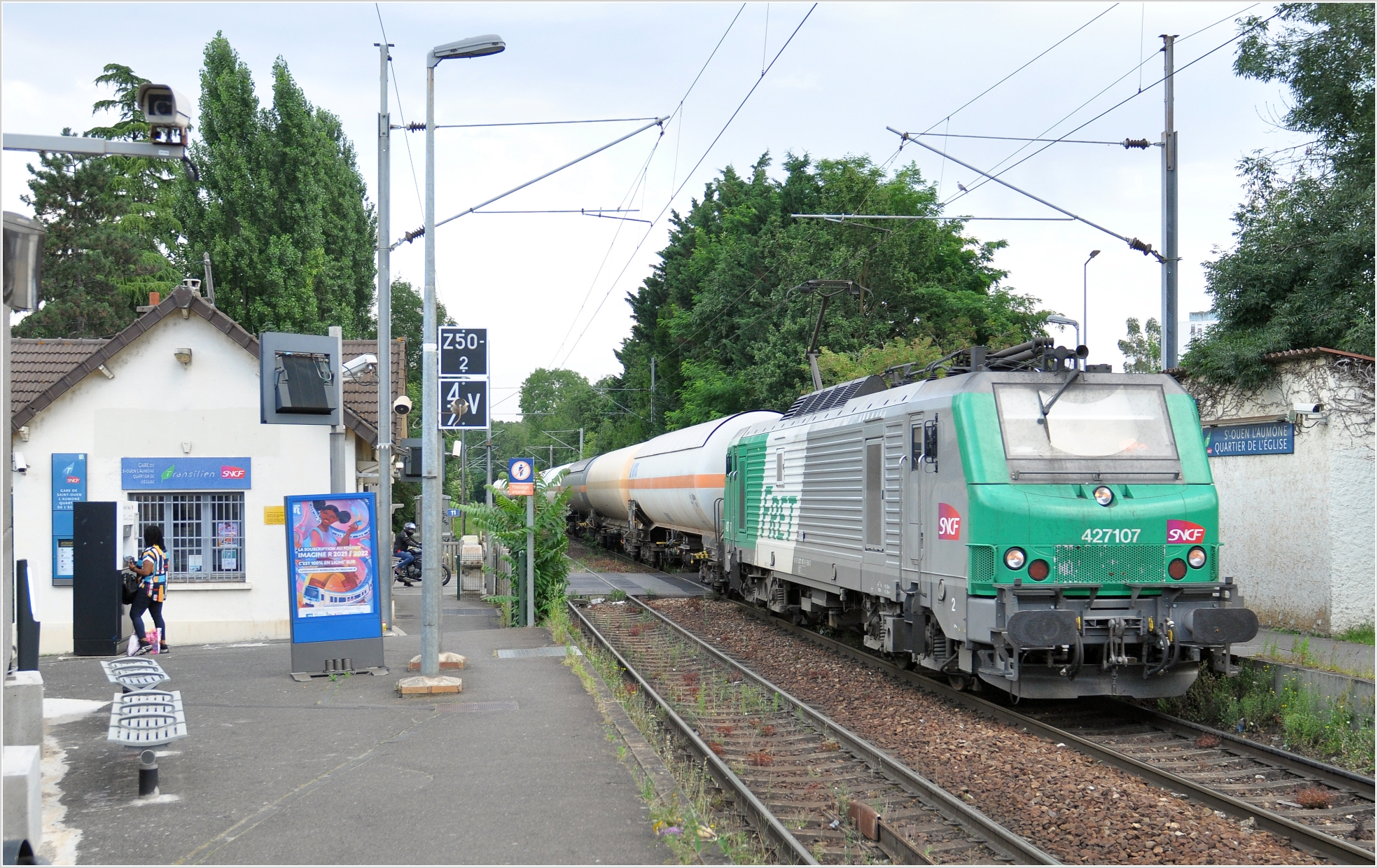
Un train de fret Le Havre – Le Bourget traverse la gare de Saint-Ouen-l'Aumône-Quartier de l'Église le 23 juillet 2021.

Cette section de ligne a servi, entre le dépôt d'Achères et la bifurcation de Neuville, de banc d'essai à des locomotives alimentées en courant industriel 25 kv 50 Hz pour l'entraînement des futurs conducteurs-électriciens.
En détournement pendant les travaux sur la ligne principale d'Argenteuil à Mantes par Conflans, des trains pour Pontoise et au-delà utilisent cette courte ligne pour rallier cette ville et Gisors. Dans ce cas, le trajet des rames est direct entre Paris-Saint-Lazare et la gare de Fin-d'Oise.
Depuis la réouverture de la section de Gisors à Serqueux et son électrification, en mars 2021, la section de Pontoise à la bifurcation dite du Nord par la gare de Saint-Ouen-l'Aumône-Quartier de l'Église supporte à nouveau un flux de trains de fret circulant sur l'axe Le Havre – Île-de-France. Pour atténuer les nuisances sonores, cinq écrans anti-bruit ont été installés à proximité des zones urbaines denses traversées.